# Château de Dormans
Situé à Dormans (Marne), sur la route du Champagne, à 120 km à l'est de Paris, le château de Dormans est un domaine public.
Ancienne demeure de la maison de La Rochefoucauld, c'est dans son parc qu'a été édifié le Mémorial des batailles de la Marne, chapelle commémorative de la Première Guerre mondiale.

## Historique

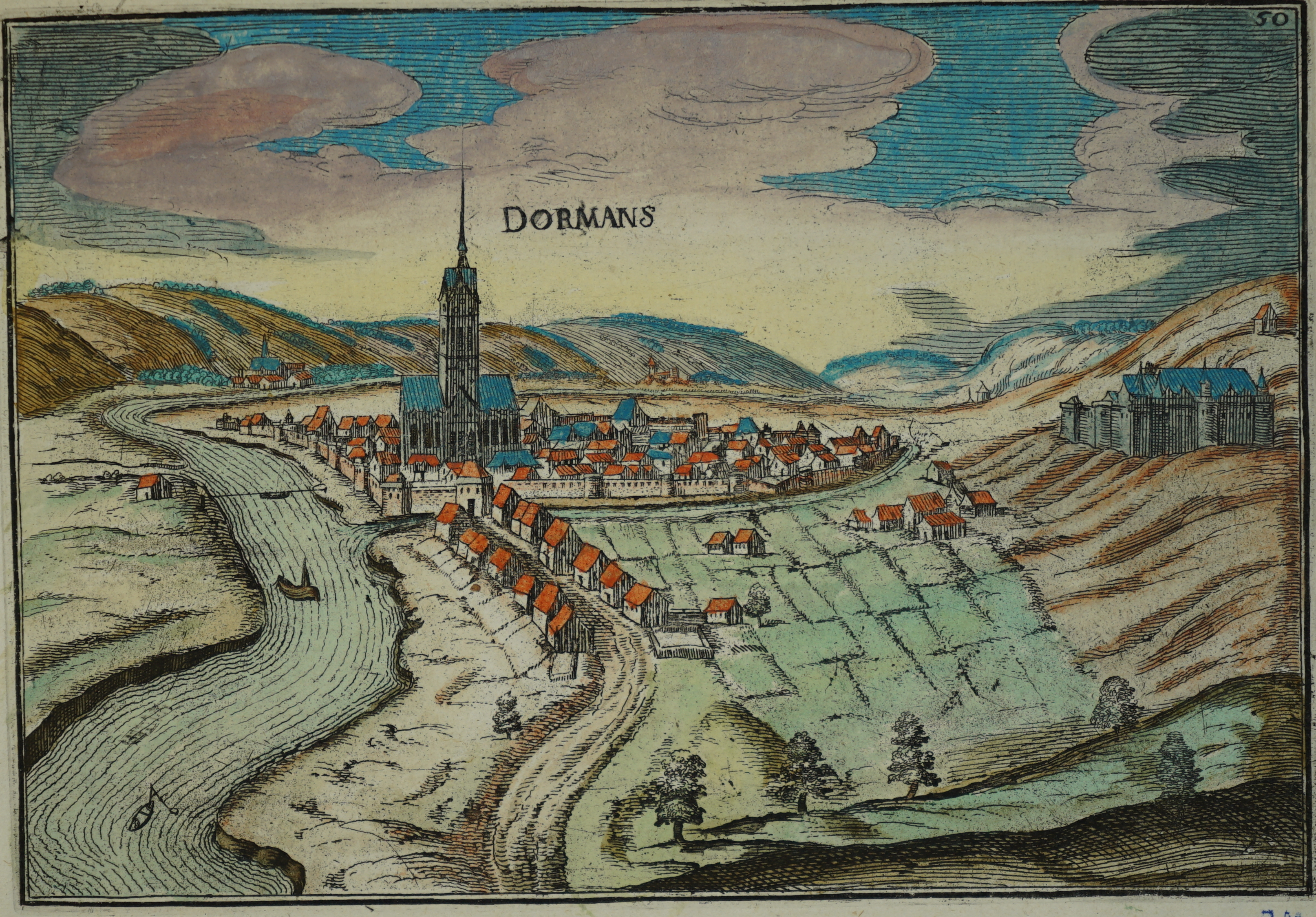
Le château sur la droite de la ville, relevé par Christophe Tassin, bibliothèque Carnegie (Reims).

À la fin du XIIIe siècle apparaît dans les actes un certain Jean de Dormans, seigneur de Dormans. En 1373 meurt Jean II de Dormans, avocat, chanoine, cardinal, et évêque de Beauvais, chancelier de France. Son frère Guillaume de Dormans lui succéda comme seigneur, et comme Chancelier de France, en 1373.
Cette famille s'éteignit à Dormans au XVIe siècle, en la personne de Renault de Dormans, dont la fille épousa Jacques de Laon. Leur fille épousa à son tour Claude d'Ancienville, à qui elle apporta le domaine. Au XVIIe siècle, le château appartenait à Michel Larchet d'Olisy, président de la Chambre des comptes.
En 1642, Charles de Bullion devint seigneur, mais mourut peu après. Sa veuve vendit Dormans à Henri de Bourbon, prince de Condé, premier prince du Sang, également seigneur voisin, puisqu'il possédait le Château de Condé, situé à quelques kilomètres de Dormans.
En 1646, son fils Louis de Bourbon, duc d'Enghien, en hérita avec le reste des biens de sa lignée, puis il passa au frère cadet de ce dernier, le prince de Conti, Armand de Bourbon-Conti.
À l'initiative du Cardinal Mazarin, un échange eut lieu en 1660, et le roi donna la châtellenie de Dormans (érigée en comté) à l'un des fidèles du cardinal, Charles de Broglie, puis il passe au maréchal Victor-Maurice de Broglie. Le gendre de ce dernier, Hyacinthe de Ligne de Mouy, devient comte de Dormans, et meurt en 1724.

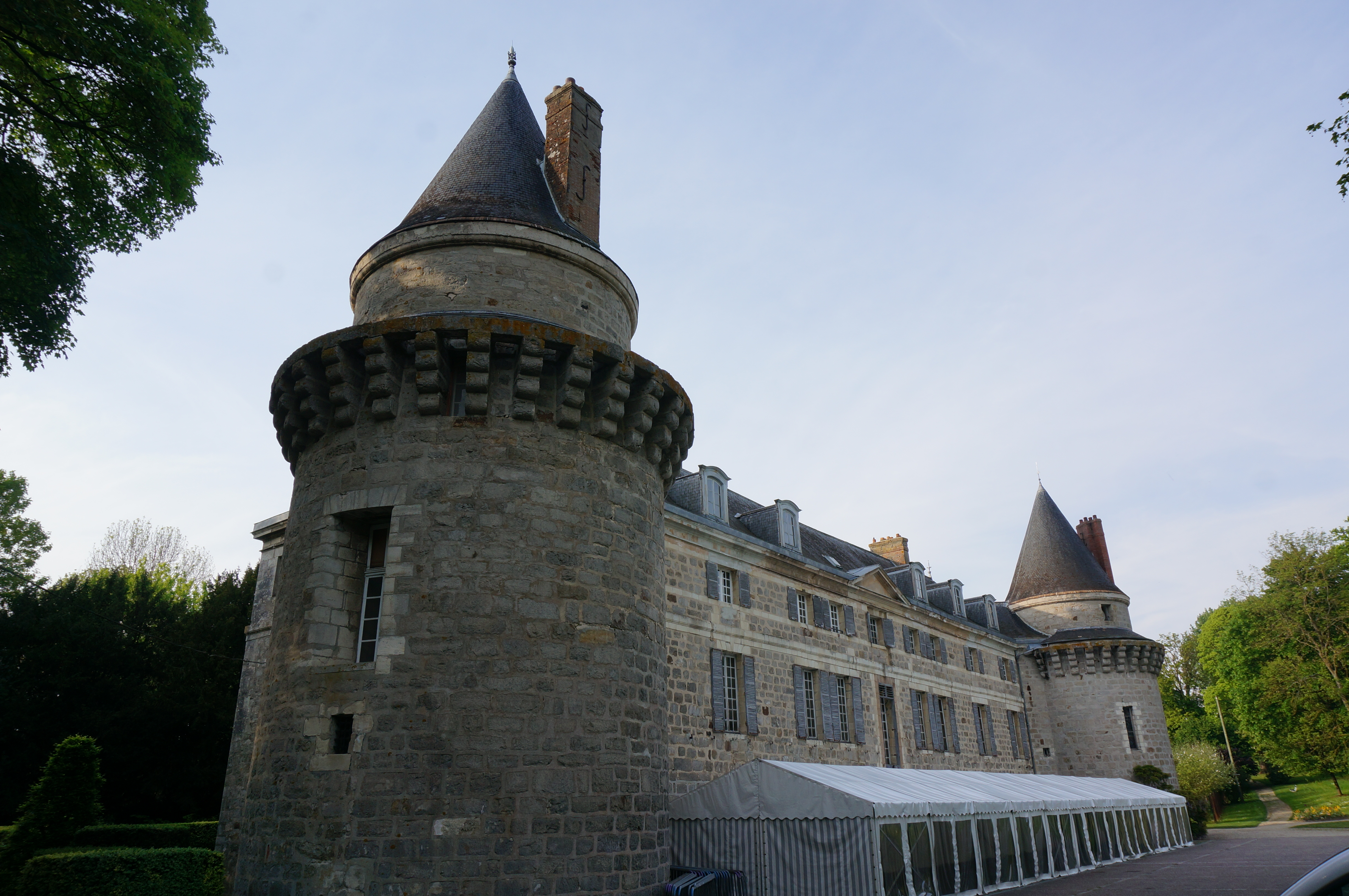
Le côté sud.

Ce sont les Broglie et les Ligne qui donnèrent au château son aspect actuel, en ne conservant de l'ancienne forteresse que deux des quatre tours d'angle, et en donnant au corps central une physionomie de style classique de l'époque de Louis XIV.
Au cours du XVIIIe siècle, le comté et le château passa de la maison de Ligne à la famille Boucot pour qui il devint un marquisat, puis aux Rouault de Gamaches d'Egreville et Villebéon jusqu'en 1791.
Saisi comme bien d'émigré, le château fut vendu en 1791 en indivision entre Paul Louis  et Jean Isaac de Thélusson. Cette famille le conserva jusqu'à Pierre-Germain de Thélusson de Vintimille (1767-1831), maire de la commune.  Différentes familles firent ensuite l'acquisition du château avant qu'il ne devienne propriété d'une fondation qui en confia la gestion aux Pères Salésiens de 1949 à 1985.

## Propriété de la commune
Le château est depuis 1999 propriété de la commune. Actuellement sur la butte du fond de son parc se trouve le mémorial des batailles de la Marne. Son parc traversé d'un ruisseau et d'un étang a aussi un verger avec une chute d'eau rococo et un arboretum conservatoire. Dans le château se trouve l'office de tourisme de Dormans les Coteaux de la Marne.

## Galerie d'images

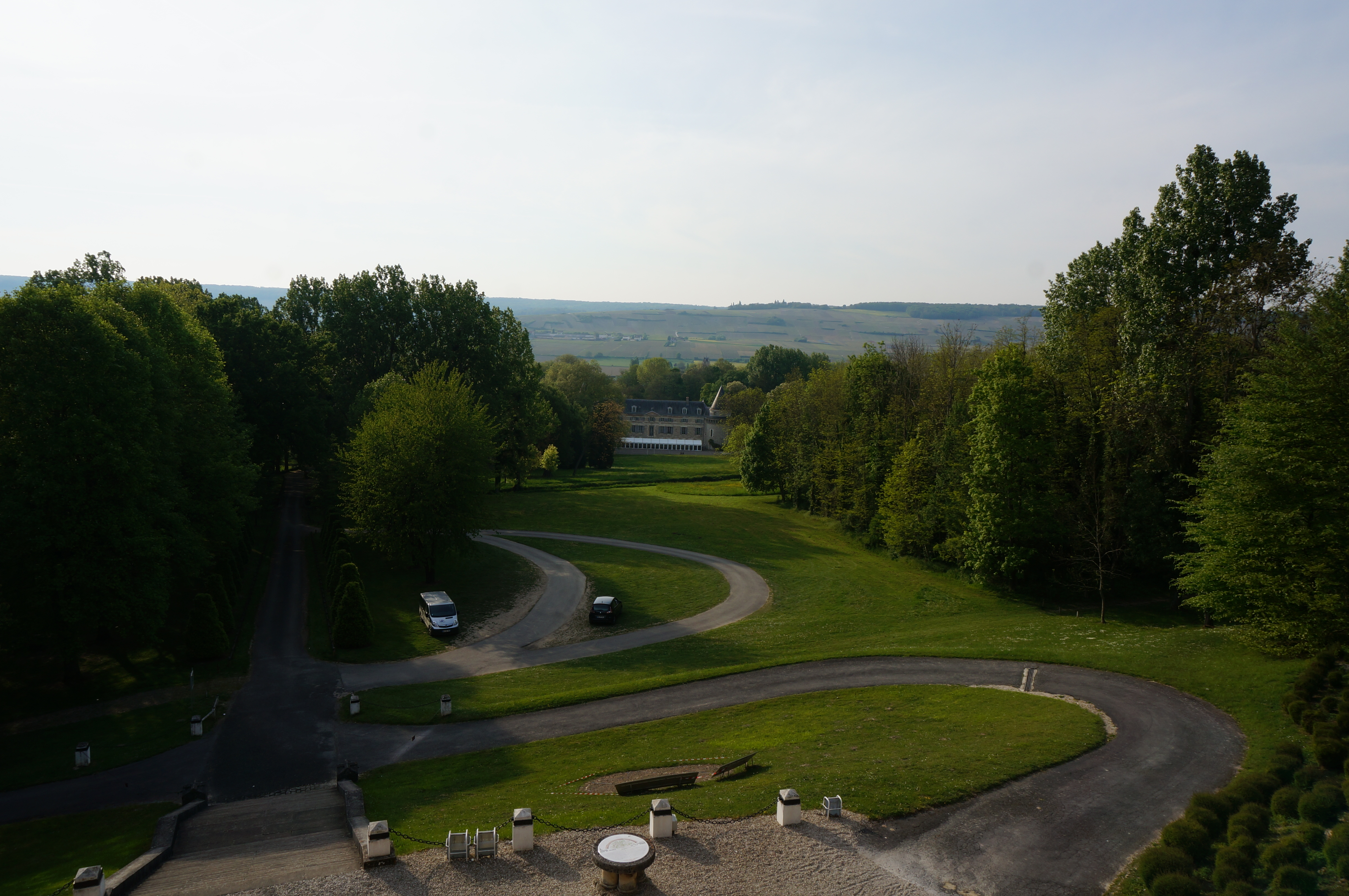
Le château vu depuis la tour panoramique du mémorial.
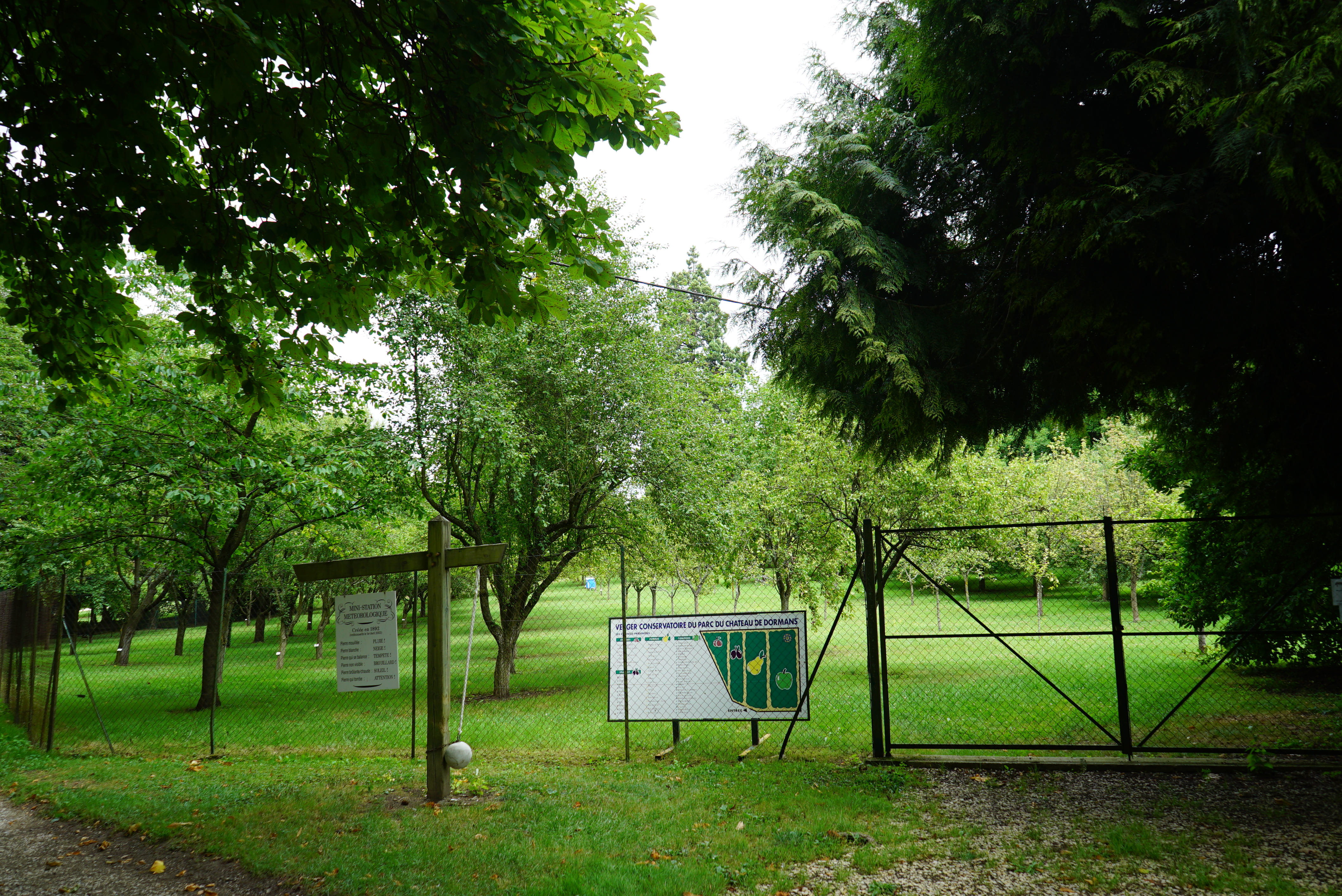
Le verger conservatoire.
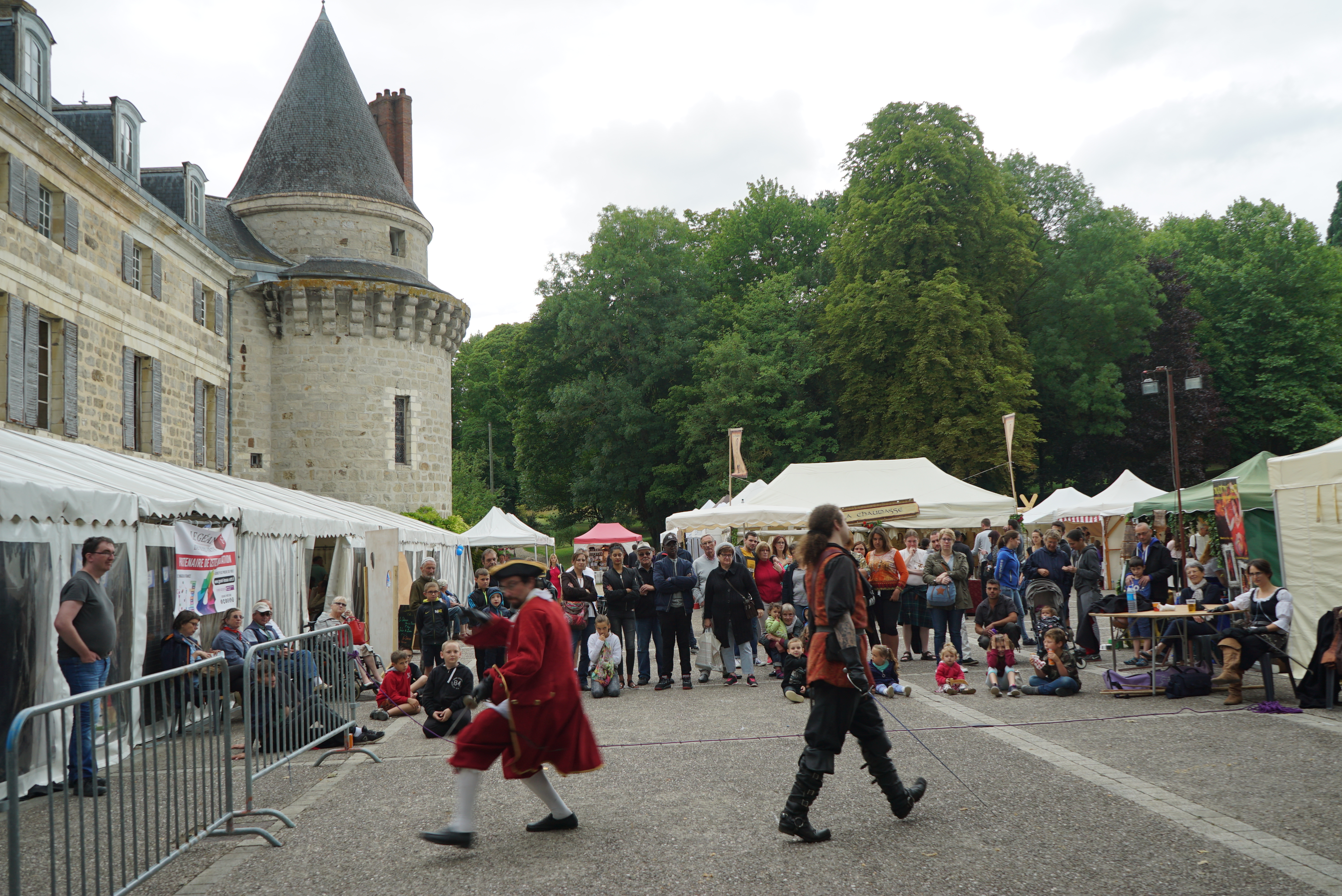
Dormantastique, animation de 2017.
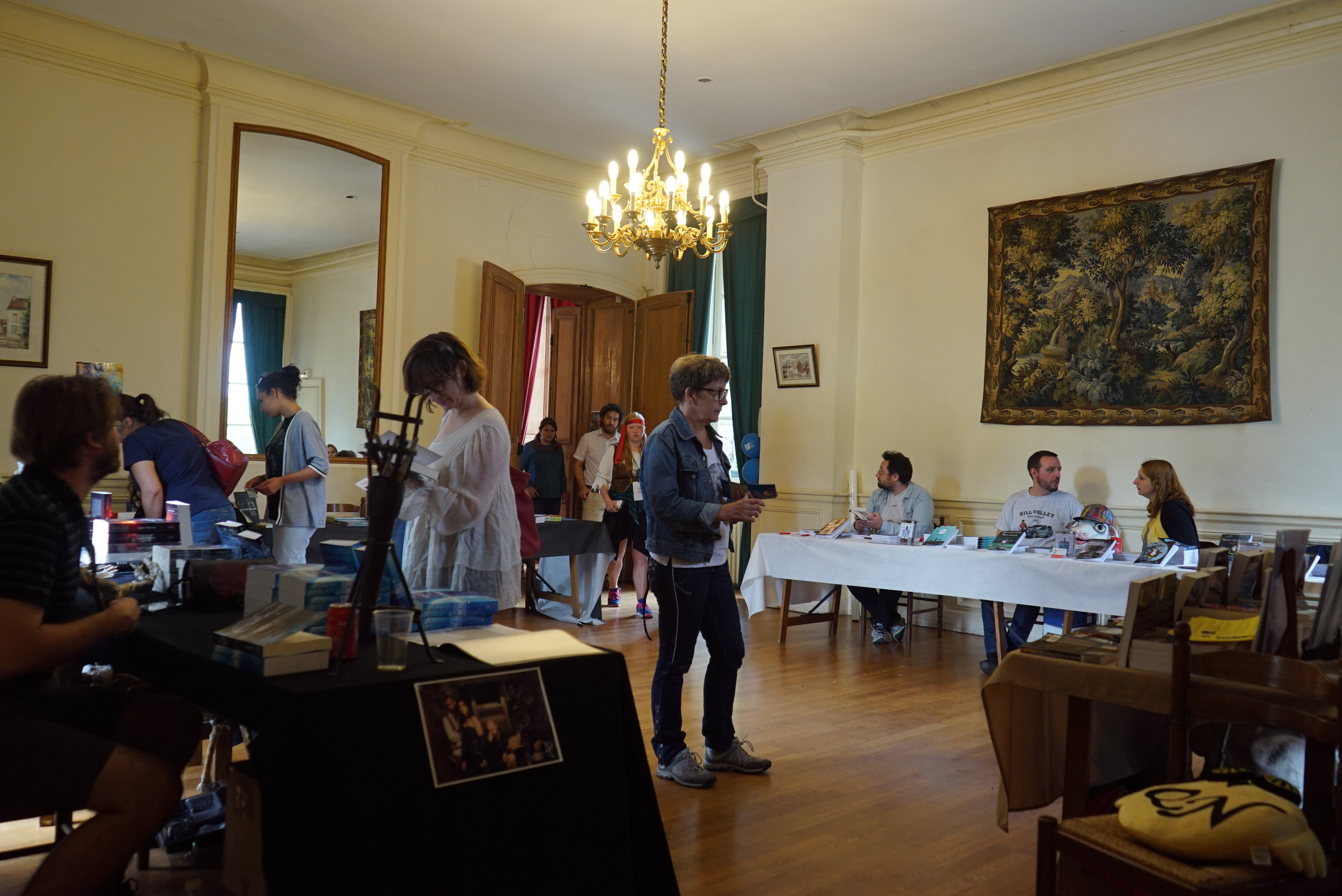
Salle du premier étage.